# Toad (canción)
«Toad» es una canción instrumental de la banda de blues rock y pop/rock psicodélico, Cream, escrita en su mayoría por Ginger Baker, basada en una antigua composición suya llamada con la banda de jazz de Graham Bond, The Graham Bond Organization (donde también estaba su compañero de banda, Bruce), llamada originalmente "Camels and Elephants", pero fue actualizada con ayuda (no acreditada) de Jack Bruce y Eric Clapton.
En cierta parte, esta canción popularizó los solos de batería, originados en la música jazz

## Lanzamiento
Originalmente, es parte del álbum Fresh Cream, como la última canción del álbum, seguido del cover I'm So Glad, con una duración de cinco minutos, pero fue tocado en varias ocasiones por la banda en sus actuaciones en vivo, la más conocida de ellas se encuentra en el disco dos en vivo del álbum, Wheels of Fire, que tiene una duración de 16 minutos, 13 dedicados al solo de Baker.
También se puede encontrar en el álbum Royal Albert Hall London May 2-3-5-6 2005, que es a su vez un álbum en vivo, y está como la quinta canción del disco dos, con una duración de 10 minutos